# ミナミテナガエビ
ミナミテナガエビ（南手長蝦、Macrobrachium formosense）は、テナガエビ科テナガエビ属に分類される大型のエビ。東アジアの熱帯・温帯の川の流れのある場所に生息する。

## 分布
日本国内では、千葉県以南の太平洋側、福井県以南の日本海側、南西諸島、小笠原諸島。
国外では、韓国、台湾、中国から記録がある。東アジア固有種。

## 形態
頭胸甲長30 mm、体長100 mm程度。
額角という、甲羅から突き出した角のような構造があり、縁はギザギザしている。上縁には7〜13本の歯があり、うち2〜3本は頭胸甲上に存在する。下縁には2〜4本の歯がある。額角は幅広く、長さは第1触角柄部第3節の先端を超えるが、触角鱗先端に届かない。
雄の第2胸脚は他の胸脚より圧倒的に長く太くなっており、左右で形がほぼ同じで、大きさが異なる。脚の手のひらの部分である掌部は円筒形である。全節に大小の棘がある。掌部は指節の約2倍で、腕節の約0.8倍、ハサミは腕節の約1.5倍、腕節は長節の2倍以下。
テナガエビによく似るが、本種は、雄の第2胸脚のハサミは剛毛が密に生えておらず、第3胸脚指節は太短く、頭胸甲の側面に茶褐色の斜めの太い帯が3本あることから区別できる。

## 生態
河川の河口から上流に生息する。抱卵期は2〜10月で、直径0.50〜0.64㎜の卵を、1000〜11000個産む。両側回遊型。

## ギャラリー

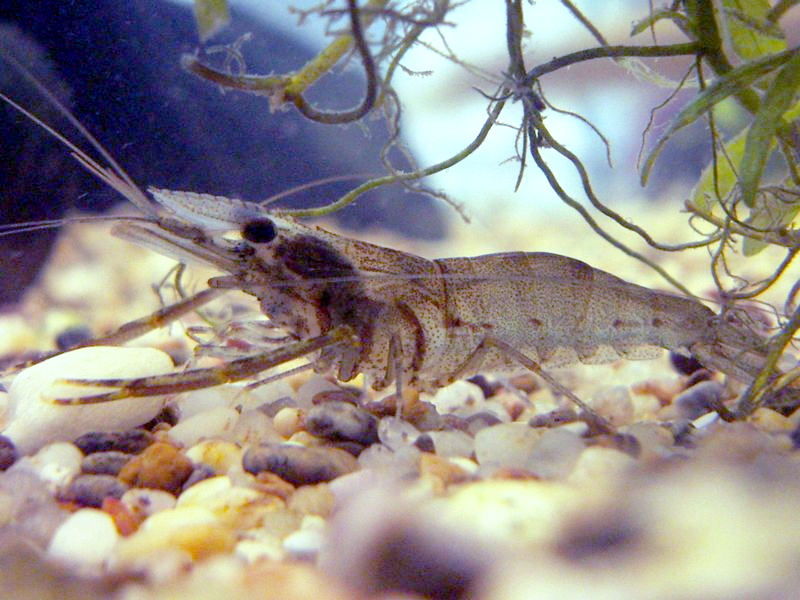
幼体
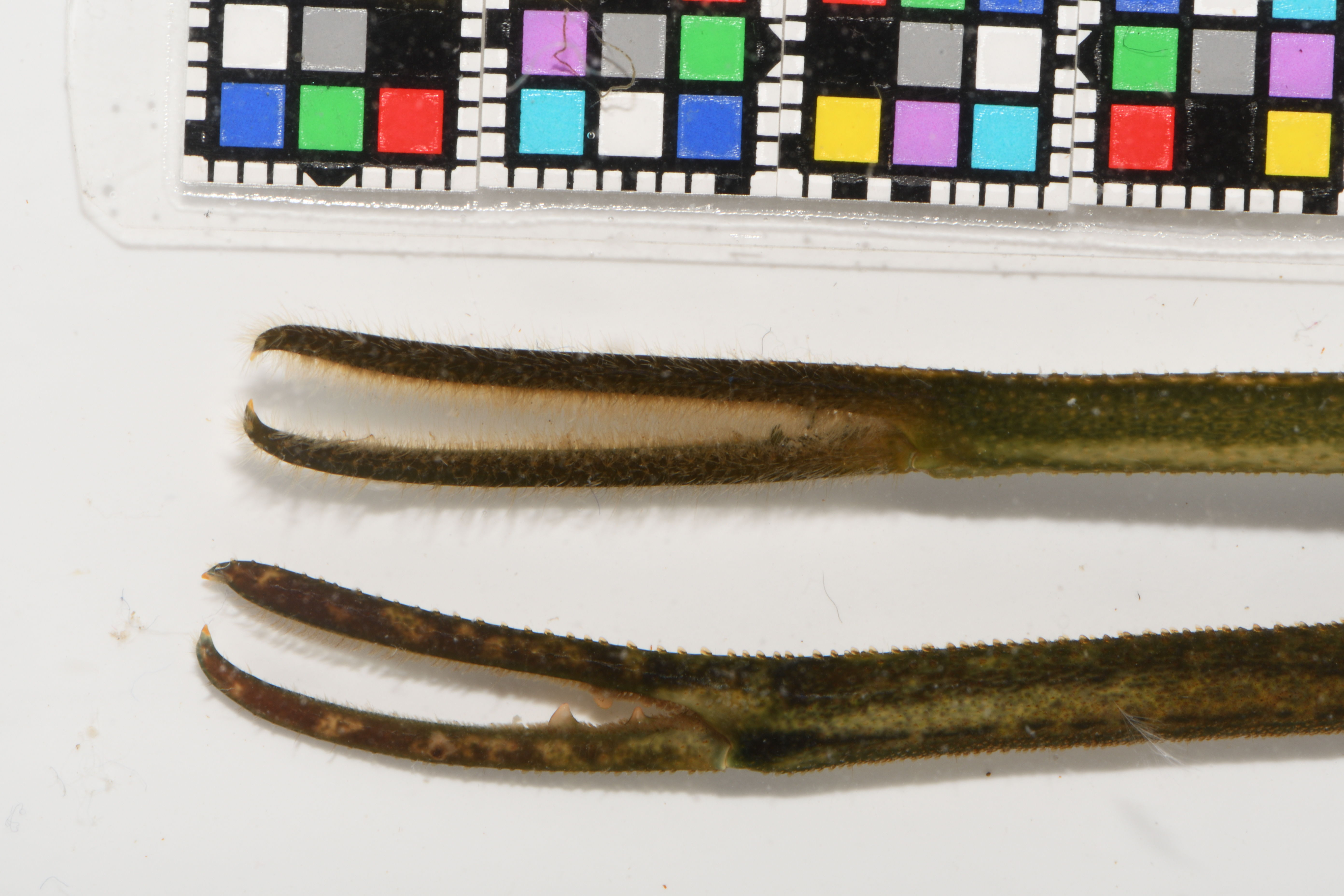
上：毛の多いテナガエビの鋏；下：毛の少ないミナミテナガエビの鋏
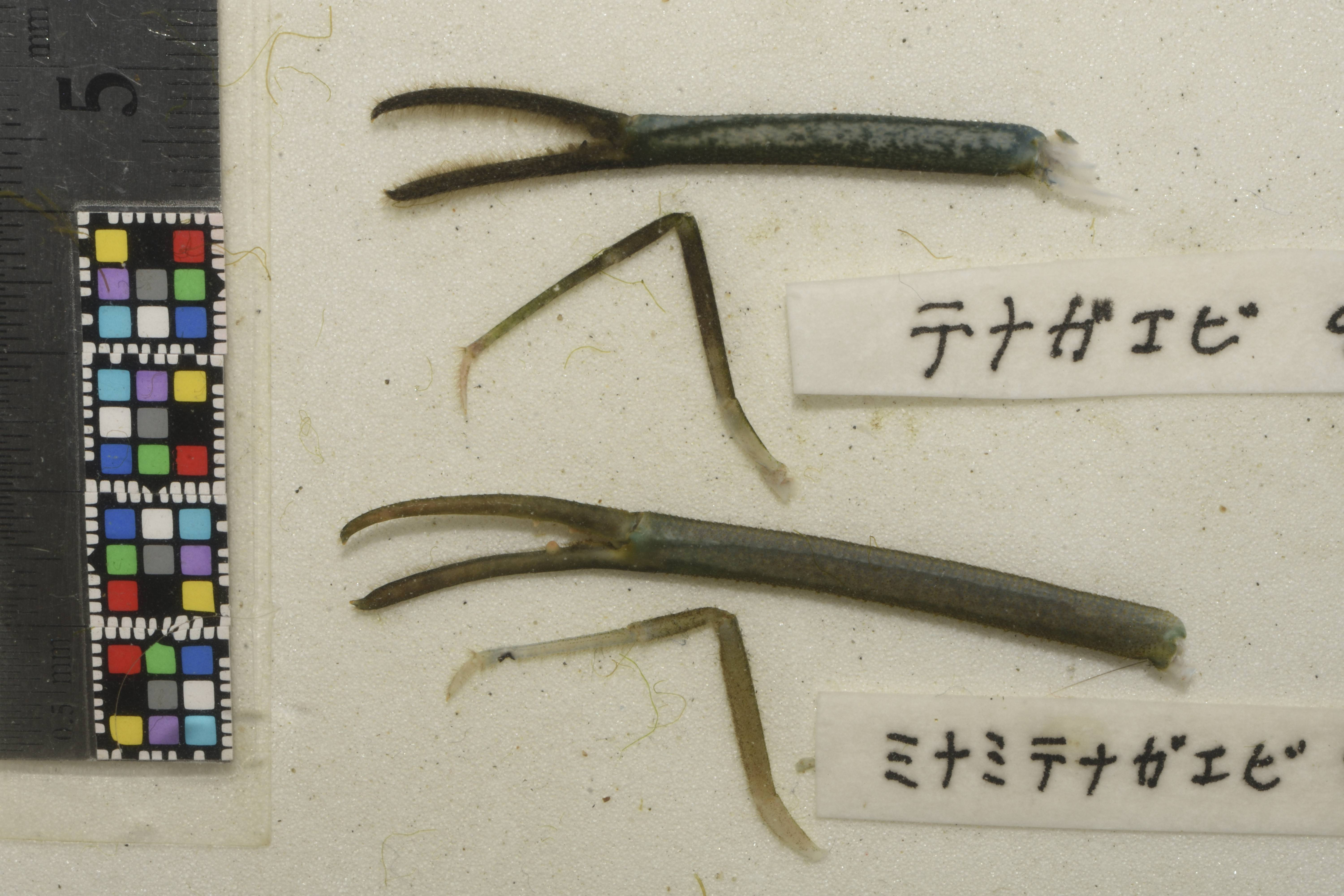
テナガエビ（上）の歩脚の爪はミナミテナガエビ（下）に比べて長い
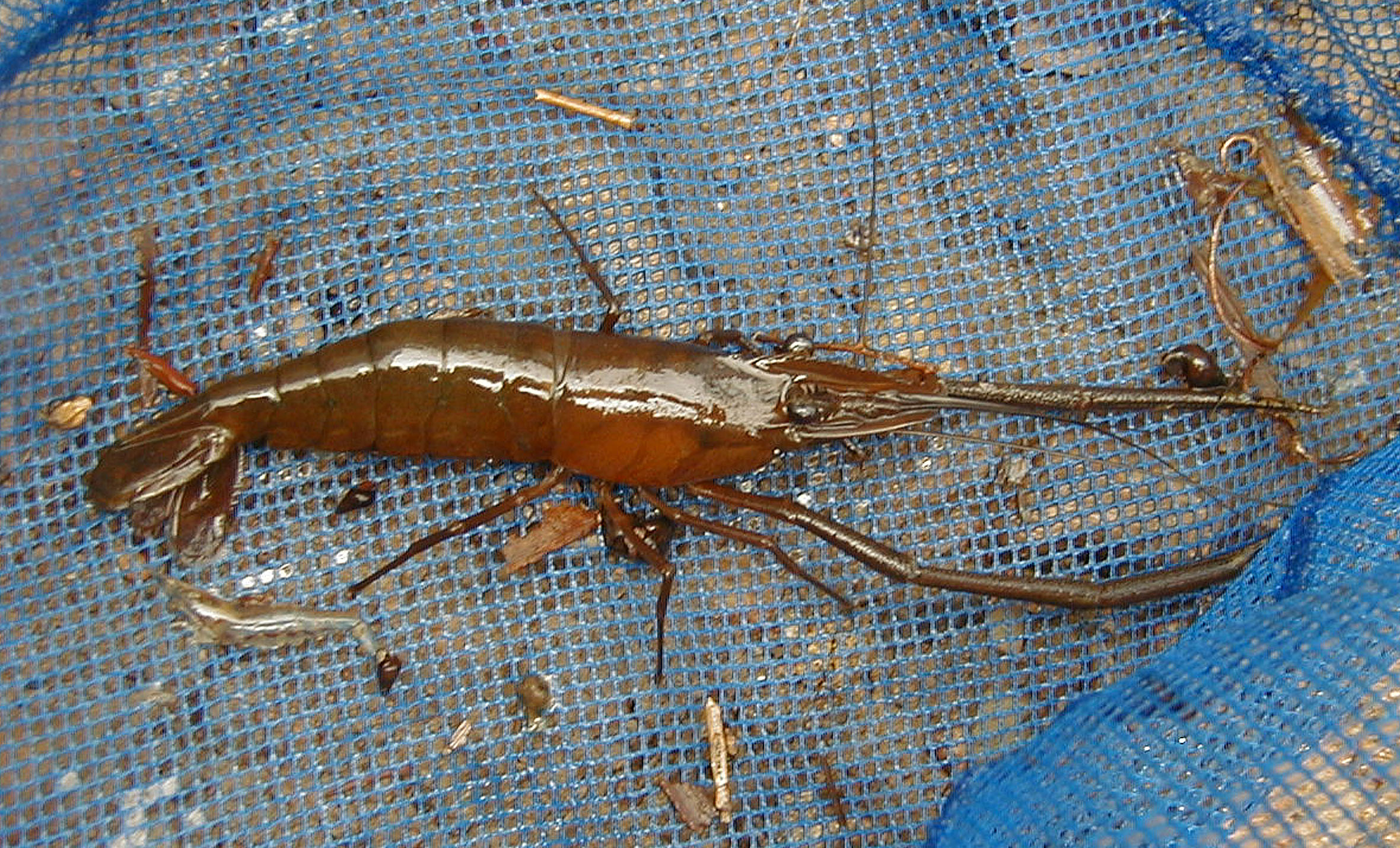
馬毛島のミナミテナガエビ（2000年4月）